# هومبيرتو سوتو
هومبيرتو سوتو (بالإسبانية: Humberto Soto)‏ مواليد 11 مايو 1980 في ولاية سينالوا، المكسيك، هو ملاكم مكسيكي يصنف ضمن فئة وزن الوسط.

## إحصائيات
خاض خلال مسيرته 77 نزالا، فاز في 65 وتعادل في 2 وخسر في 9. فاز بالضربة القاضية في 35 نزالا.

## روابط خارجية
- هومبيرتو سوتو على موقع بوكس ريك (الإنجليزية) (registration required)